# MTCH1
MTCH1 (англ. Mitochondrial carrier 1) – білок, який кодується однойменним геном, розташованим у людей на короткому плечі 6-ї хромосоми. Довжина поліпептидного ланцюга білка становить 389 амінокислот, а молекулярна маса — 41 544.
| 10         |  | 20         |  | 30         |  | 40         |  | 50         |
| ---------- |  | ---------- |  | ---------- |  | ---------- |  | ---------- |
| MGASDPEVAP |  | WARGGAAGMA |  | GAGAGAGARG |  | GAAAGVEARA |  | RDPPPAHRAH |
| PRHPRPAAQP |  | SARRMDGGSG |  | GLGSGDNAPT |  | TEALFVALGA |  | GVTALSHPLL |
| YVKLLIQVGH |  | EPMPPTLGTN |  | VLGRKVLYLP |  | SFFTYAKYIV |  | QVDGKIGLFR |
| GLSPRLMSNA |  | LSTVTRGSMK |  | KVFPPDEIEQ |  | VSNKDDMKTS |  | LKKVVKETSY |
| EMMMQCVSRM |  | LAHPLHVISM |  | RCMVQFVGRE |  | AKYSGVLSSI |  | GKIFKEEGLL |
| GFFVGLIPHL |  | LGDVVFLWGC |  | NLLAHFINAY |  | LVDDSVSDTP |  | GGLGNDQNPG |
| SQFSQALAIR |  | SYTKFVMGIA |  | VSMLTYPFLL |  | VGDLMAVNNC |  | GLQAGLPPYS |
| PVFKSWIHCW |  | KYLSVQGQLF |  | RGSSLLFRRV |  | SSGSCFALE  |  |            |

A: Аланін

C: Цистеїн

D: Аспарагінова кислота

E: Глутамінова кислота

F: Фенілаланін

G: Гліцин

H: Гістидин

I: Ізолейцин

K: Лізин

L: Лейцин

M: Метіонін

N: Аспарагін

P: Пролін

Q: Глутамін

R: Аргінін

S: Серин

T: Треонін

V: Валін

W: Триптофан

Задіяний у таких біологічних процесах, як апоптоз, транспорт, альтернативний сплайсинг. 
Локалізований у мембрані, мітохондрії, внутрішній мембрані мітохондрії.